# گاه‌شمار تاریخ اسلام
- سده ششم (۱۲۶ قبل از هجرت - ۲۳ قبل از هجرت)
- سده هفتم (۲۳ قبل از هجرت - ۸۱ بعد از هجرت)
- گاه‌شماری انبیاء (از آدم تا مسیح)
- گاه‌شماری تاریخ پیامبر (از ولادت تا هجرت)
- گاه‌شماری سده اول هجری قمری
  1. گاه‌شمار تاریخ سال‌های 1 تا 10 هجرت
  2. گاه‌شمار تاریخ سال‌های 11 تا 20 هجرت
  3. گاه‌شمار تاریخ سال‌های 21 تا 30 هجرت
  4. گاه‌شمار تاریخ سال‌های 31 تا 40 هجرت
  5. گاه‌شمار تاریخ سال‌های 41 تا 50 هجرت
  6. گاه‌شمار تاریخ سال‌های 51 تا 60 هجرت
  7. گاه‌شمار تاریخ سال‌های 61 تا 70 هجرت
  8. گاه‌شمار تاریخ سال‌های 71 تا 80 هجرت
  9. گاه‌شمار تاریخ سال‌های 81 تا 90 هجرت
  10. گاه‌شمار تاریخ سال‌های 91 تا 100 هجرت
- گاه‌شماری سده دوم هجری قمری
- گاه‌شماری سده سوم هجری قمری
- گاه‌شماری سده چهارم هجری قمری
- گاه‌شماری سده پنجم هجری قمری
- گاه‌شماری سده ششم هجری قمری
- گاه‌شماری سده هفتم هجری قمری
- گاه‌شماری سده دهم هجری قمری
- گاه‌شماری سده یازدهم هجری قمری
- گاه‌شماری سده دوازدهم هجری قمری
- گاه‌شماری سده سیزدهم هجری قمری
- گاه‌شماری سده چهاردهم هجری قمری

## گاه شمار هجری خورشیدی
- گاه شمار وقایع پیش از قرن اول هجری خورشیدی
- گاه شمار قرن اول هجری خورشیدی
- گاه شمار قرن دوم هجری خورشیدی
- گاه شمار قرن سوم هجری خورشیدی
- گاه شمار قرن چهارم هجری خورشیدی
- گاه شمار قرن پنجم هجری خورشیدی
- گاه شمار قرن ششم هجری خورشیدی
- گاه شمار قرن هفتم هجری خورشیدی
- گاه شمار قرن هشتم هجری خورشیدی
- گاه شمار قرن نهم هجری خورشیدی
- گاه شمار قرن دهم هجری خورشیدی
- گاه شمار قرن یازدهم هجری خورشیدی
- گاه شمار قرن دوازدهم هجری خورشیدی
- گاه شمار قرن سیزدهم هجری خورشیدی
- گاه شمار قرن چهاردهم هجری خورشیدی
- گاه شمار قرن پانزدهم هجری خورشیدی